# Reinmar de Haguenau
Reinmar de Haguenau, aussi connu sous le nom Reinmar von Hagenau ou Reinmar l'Ancien (Reinmar der Alte), pour le distinguer d'autres poètes homonymes, était l'un des Minnesänger les plus importants avant Walther von der Vogelweide.

## Vie
Le fait que la vie de Reinmar n'est pas documenté dans des actes signifie probablement qu'il appartient, comme la plupart des poètes de l'apogée du moyen haut-allemand, à une couche sociale qui est  considérée comme inapte à la conclusion d'accords notariés. On peut induire des dates sur sa vie à partir des mentions de poètes contemporains ou de titres dans des collections de chants. Ainsi, Walther von der Vogelweide a composé une « lamentation funèbre » pour Reinmar, où apparaît son nom. Aussi, Reinmar est sans doute identique au « rossignol de Haguenau »  du Tristan et Iseut de Gottfried von Strassburg, dont la voix vient de se taire à sa mort, et qu'il considère comme le plus grand poète lyrique  est suivi de Walther von der Vogelweide. On peut en déduire que le poète ou sa famille est originaire de Haguenau en Alsace (même s'il existe aussi en Autriche une localité, dépendant d'Asperhofen, portant ce nom ainsi qu'un château (Schloss Hagenau (de)). Il est mort peu avant 1210, quand le Tristan de Gottfried est écrit. L'attribut l'Ancien ajouté au nom Reinmar est bien plus tardif, et sert à le distinguer des autres Reinmar du XIIIe siècle.
Peu de choses sont connues de la vie de Reinmar à l'exception de ce qui peut être déduit de ses vers. Il est certainement à Vienne à la cour autrichienne. Il participe à une croisade  du duc Léopold V d'Autriche en 1190. Il semble qu'il ait vécu longtemps à la cour autrichienne où il jouit d'une grande réputation et où il est très admiré, même par le plus grand des Minnesänger, Walther von der Vogelweide qui se considère lui-même comme élève de Reinmar, même si ceci ne doit pas être pris au pied de la lettre.
Il semble avoir existé une certaine compétition appelée Fehde en allemand, entre Reinmar et Walther von der Vogelweide, ce qui tend à montrer que les deux chanteurs ont séjourné pendant un certain temps à la même cour. Ceci est corroboré par les références fréquentes de l'un à l'autre dans plusieurs poésies; de plus Walther a composé un chant parodiant Reinmar et, dans son chant funèbre, malgré toute l'estime qu'il témoigne pour le défunt, il mentionne des différents personnels importants. Plusieurs des allusions de Walther ne sont compréhensibles du public que si le chant cité de Reinmar est encore frais dans sa mémoire.

## Œuvre
Il existe environ 80 textes attribués à Reinmar ; l'authenticité de certains d'entre eux est toutefois incertaine. Reinmar est présent dans les trois grands collections de chants, le codex Manesse ou grand manuscrit de Heidelberg, le petit manuscrit de chants de Heidelberg (de) et le manuscrit de Stuttgart. Par ailleurs, le  manuscrit de Würzburg (de) contient également une série de chants de Reinmar. Il compte ainsi parmi les chanteurs, avec Walther, dont les chants sont les mieux transmis.
Les textes de Reinmar constituent un des apogées du Minnesang traditionnel.  La poésie de Reinmar est imprégnée par  l'influence romantique qui prédomine depuis Heinrich von Veldeke et Friedrich von Hausen. Elle est parfaite dans la forme, et « courtoise » dans l'expression des sentiments. Lorsque Reinmar laisse parler son cœur, comme dans la lamentation sur la mort du duc, qu'il met dans la bouche de la duchesse même (la Witwenklage, la complainte de la veuve), il montre des dons lyriques de grande qualité.

### Édition en allemand
Les chants de Reinmar sont édités dans l'ouvrage de référence Des Minnesangs Frühling, de Karl Lachmann, dont la première édition date de 1857. Ce livre, corrigé et amplifié ensuite par Karl Lachmann et Moritz Haupt avec Friedrich Vogt, a été réédité de nombreuses fois. Une des dernières éditions, par Friedrich Vogt et Carl von Kraus, date de 2007. Plusieurs éditions sont disponibles en ligne à la bibliothèque de l'université de Virginie.

### Édition en français
Reinmar, Chants d'amour - Minnesang, Arfuyen, 1996 (ISBN 978-2903941550)